# Georg Hans Madelung
Pour les articles homonymes, voir Madelung.
Georg Hans Madelung (31 juillet 1889 à Rostock, 17 août 1972 à Uffing) est un chercheur et ingénieur en aéronautique allemand .
Madelung a étudié dans plusieurs universités techniques allemandes avant d'entrer en service comme pilote pour l'Allemagne dans la Première Guerre mondiale. Après la guerre, il donna des cours et il travailla en Allemagne et aux États-Unis, participant à de nombreux travaux en aéronautique. Madelung joint le Parti nazi en 1937 et, pendant la Seconde Guerre mondiale, fut impliqué dans la recherche en aéronautique pour la guerre. Il travailla d'ailleurs avec Wernher von Braun dans son programme de recherche sur la fusée.
À la fin de la guerre, Madelung reprit ses travaux académiques autant en Allemagne qu'aux États-Unis. Sa recherche au Naval Medical Research Institute, à Bethesda au Maryland incluait les effets des grandes accélérations sur le corps humain. 
Il retourna vivre en Allemagne de façon permanente de 1954 jusqu'à sa mort en 1972. Le deuxième fils de son mariage avec Elisabeth Emma (née Messerschmidt) est Wilferd Madelung (en) un chercheur réputé en études islamiques.

## Enfance
Le père de Madelung était Otto Wilhelm Madelung, un chirurgien et un chercheur en médecine, et sa mère était Hedwig Madelung (née Köhler).

## Éducation
De 1885 à 1907, Madelung alla au Gymnase protestant de Strasbourg. Il s'engagea volontairement en 1907 pour son service militaire. 
Madelung étudia à l'université de Strasbourg (1907–1908), l'Institut de technologie de Karlsruhe (1908–1909), l'université de Hanovre (1909–1910), et à l'université technique de Berlin de 1910 à 1919. Il fut tardivement diplômé bachelier en ingénierie de l'université technique de Berlin en 1919 et fut admis pour les études doctorales à l'université de Hanovre en 1921.

## Service militaire dans la Première Guerre mondiale
Madelung reçut un entraînement de pilote et il se peut qu'il ait piloté lors de missions de combat durant la Première Guerre mondiale.[réf. nécessaire] Il fut impliqué dans le déploiement de gaz toxiques dans la Première Guerre mondiale, le projet de son collègue ingénieur Fritz Haber.[réf. nécessaire] En 1915, Madelung fut retenu comme assistant au Deutsche Versuchsanstalt für Luftfahrt—acronyme DVL—, le Laboratoire allemand d'aviation.

## Entre-deux-guerres

### Projet Junkers F. 13
En 1919, Madelung participa au développement du Junkers F.13, un prototype de monoplane en Duraluminium à ailes cantilever. Le 13 septembre 1919, le F.13 vola à une altitude record de 6 750 mètres.

### Planeur "Vampyr"
Madelung fut le concepteur, en 1921, du planeur appelé le "Vampyr de Hanovre", dont on a dit qu'il était un modèle pour tous les avions modernes,.

### Travail aux États-Unis
De 1921 à 1924, Madelung travailla comme concepteur d'avion aux États-Unis.

### Retour en Allemagne
Madelung revint en Allemagne pour travailler au DVL en 1925. En 1929, il fut nommé directeur-général du département de l'aviation et membre du conseil d'administration du DVL. Il joint le Parti Nazi en 1937, et, la même année, est nommé directeur du Deutsche Akademie der Luftfahrtforschung (Académie allemande de recherche en aviation) nouvellement reformé.

## Seconde Guerre mondiale
Au cours de la Seconde Guerre mondiale, en 1941, Madelung forma le Forschungsanstalt Graf Zeppelin ("Institut de recherche du Comte Zeppelin"), avec lui-même comme directeur.  L'Institut travaillait sur les bombes, le guidage de torpilles et la construction de catapultes aériennes. Madelung était considéré comme un expert dans la construction de bombes.  Plus tard au cours de la guerre, il fut impliqué dans le Raketenprogramm, le programme de fusée de Wernher von Braun.

## Fin de vie
Après la défaite des Nazis en Allemagne, Madelung reprit ses travaux académiques à l'Université de Stuttgart.
De 1946 à 1954, Madelung fut chercheur invité au Naval Medical Research Institute, à Bethesda (Maryland), aux États-Unis, où il fut impliqué dans des études sur la capacité du corps humain à supporter de fortes accélérations. Il quitta les États-Unis pour l'Allemagne définitivement en 1954. Il mourut en 1972.

## Vie personnelle
Madelung se maria avec Elisabeth Emma Messerschmidt en 1927. Le couple eut trois fils et deux filles. Leur premier fils Gero Otto George (né en 1928) fut un professeur de technologie de l'aviation à l'Université de Munich and member of the supervisory board of Bosch AG. Leur deuxième fils, Wilferd Ferdinand (né en 1930), était professeur d'études orientales à l'Université d'Oxford et est l'auteur de nombreux ouvrages en études islamiques.
Son frère est le physicien Erwin Madelung.